# Enric Pérez Soler
Enric Pérez i Soler (Barcelona, 26 de desembre de 1896 – Barcelona, 1 de novembre de 1994). Va ser un remer olímpic als Jocs de París de 1924.

## Biografia

### Carrera esportiva
Membre del club de Mar, practicà el rem al Reial Club de Regates de Barcelona i fou campió d'Espanya almenys en dues ocasions en la categoria de vuit amb timoner (1921, 1924). El 1924 va prendre part en els Jocs Olímpics de París, on disputà la prova de vuit amb timoner. Quedaren eliminats en la primera eliminatòria.

### Vida familiar
Enric Pérez va ser soci i directiu del Reial Club Deportiu Espanyol, on va ostentar la condició de soci número 1. En la seva mort se l'hi va retre un homenatge en forma de minut de silenci al partit Ath Bilbao - Espanyol, on els jugadors blanquiblaus van portar un braçalet negre durant el partit.
Fou directiu del Reial Club de Regates de Barcelona.
També va estar vinculat al món del motor on va ser secretari de la Penya Rhin.